# Бюрги, Ирен
Ире́н Бю́рги (нем. Irene Bürgi) — швейцарская кёрлингистка.
В составе женской сборной Швейцарии участница трёх чемпионатов мира (лучший результат — серебряные призёры в 1984) и трёх чемпионатов Европы (лучший результат — чемпионы в 1981). Трёхкратная чемпионка Швейцарии среди женщин.
Играла в основном на позиции третьего.

## Достижения
- Чемпионат мира по кёрлингу среди женщин: серебро (1984).
- Чемпионат Европы по кёрлингу: золото (1981), бронза (1982, 1984).
- Чемпионат Швейцарии по кёрлингу среди женщин: золото (1981, 1984, 1986)[2].

## Команды
| Сезон   | Четвёртый       | Третий          | Второй         | Первый             | Турниры                      |
| ------- | --------------- | --------------- | -------------- | ------------------ | ---------------------------- |
| 1980—81 | Сюзан Шлапбах   | Ирен Бюрги      | Урсула Шлапбах | Катрин Петеранс    | ЧШЖ 1981 · ЧМ 1981 (4 место) |
| 1981—82 | Сюзан Шлапбах   | Ирен Бюрги      | Урсула Шлапбах | Катрин Петеранс    | ЧЕ 1981                      |
| 1982—83 | Сюзан Шлапбах   | Ирен Бюрги      | Урсула Шлапбах | Катрин Петеранс    | ЧЕ 1982                      |
| 1983—84 | Бригитта Кинаст | Ирен Бюрги      | Эрика Фревайн  | Эви Рюгзеггер      | ЧШЖ 1984 · ЧМ 1984           |
| 1984—85 | Ирен Бюрги      | Isabelle Köpfli | Эви Аттингер   | Бригитта Кинаст    | ЧЕ 1984                      |
| 1985—86 | Эрика Мюллер    | Ирен Бюрги      | Барбара Майер  | Кристина Лестандер | ЧШЖ 1986 · ЧМ 1986 (6 место) |

(скипы выделены полужирным шрифтом)